# Gliese 436 b

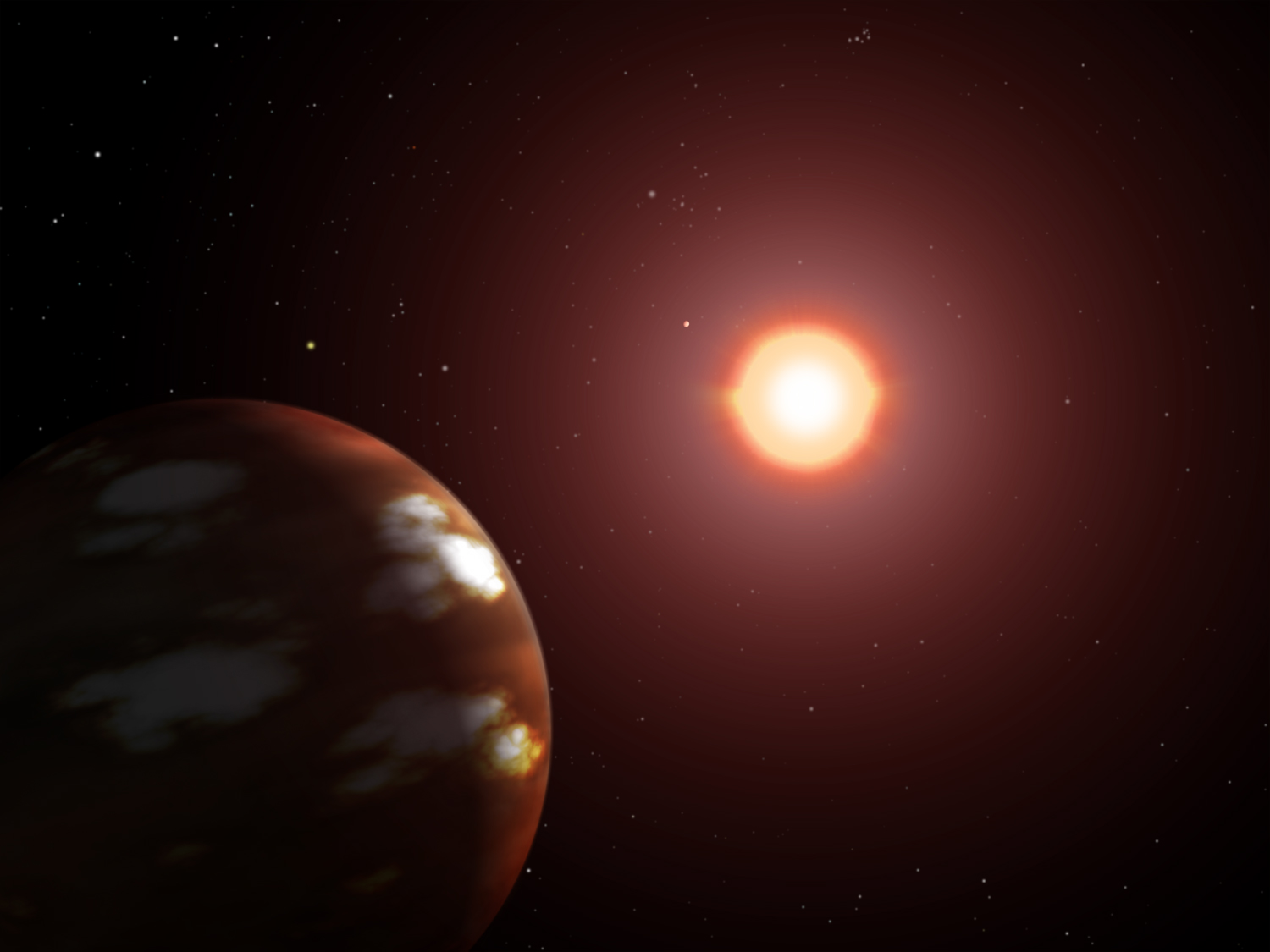
Representação artística do GJ 436b

Gliese 436 b ou GJ 436b é um exoplaneta do tamanho de Netuno que orbita a estrela Gliese 436. Foi descoberto em 2004 e foi o primeiro planeta extrassolar onde foi determinado que tinha água. Está localizado a 36 anos-luz da constelação de Leão. Descoberta das análises realizadas pelo Telescópio Espacial Spitzer revelaram que este exoplaneta não contém metano em sua composição, o que desafia o modelo teórico para exoplanetas criado pelos cientistas.